# Malaceae
Malaceae is een botanische naam, voor een familie van tweezaadlobbige planten. Een familie onder deze naam wordt tegenwoordig maar zelden erkend door systemen voor plantentaxonomie, maar wel door het Dahlgrensysteem. De bekende vertegenwoordiger is uiteraard de appel, al zal de peer er meestal ook bijhoren.
In de regel worden de betreffende planten ingedeeld in de familie Rosaceae, waar eventueel soms een onderfamilie Maloideae erkend wordt.